# Günther von Manteuffel

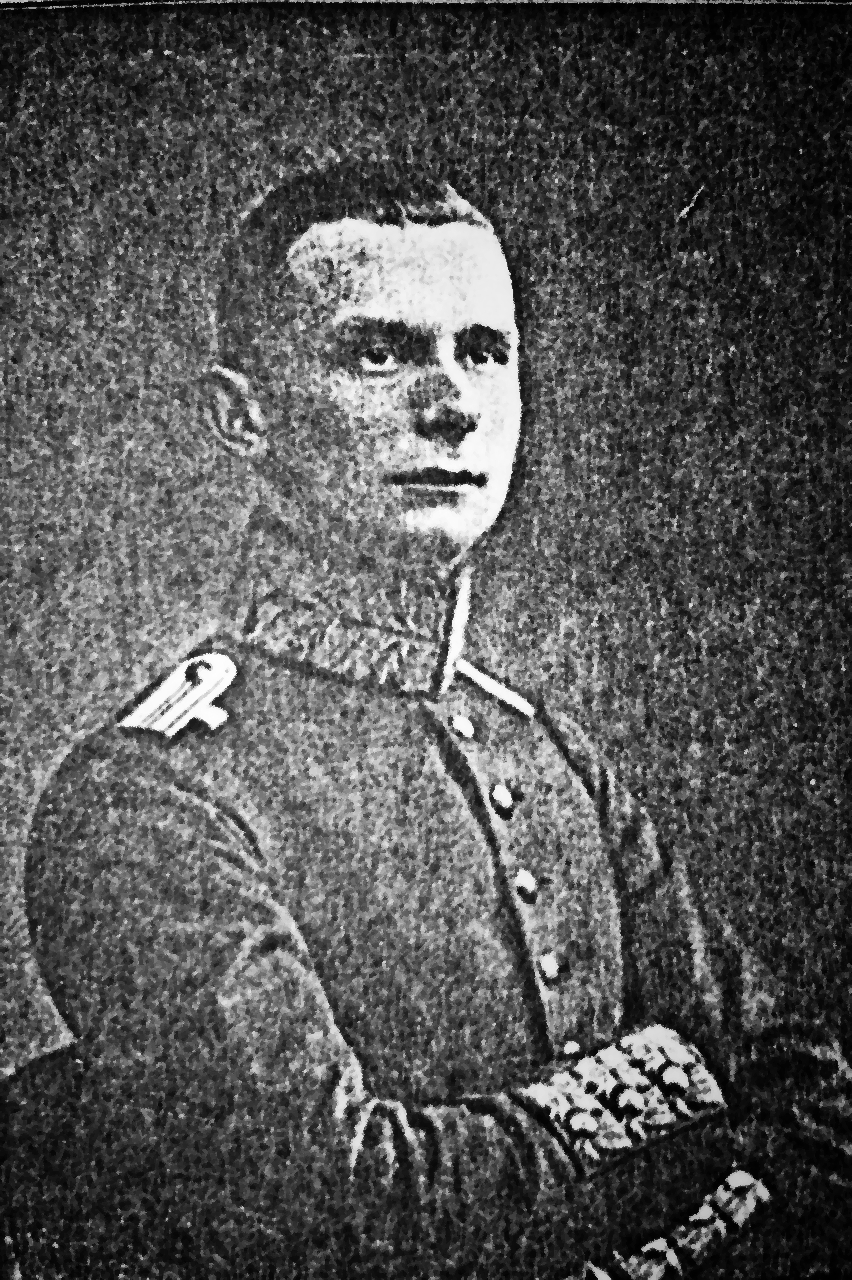
Günther von Manteuffel (um 1914)

Joachim Kurt Günther Ewald von Manteuffel (* 4. Oktober 1891 in Weimar; † 19. Februar 1962 in Bad Salzuflen) war ein deutscher Generalmajor im Zweiten Weltkrieg.

## Leben
Günther war der Sohn des Versicherungsbeamten Franz Ewald Konstantin von Manteuffel (1855–1940) und dessen Ehefrau Anna Therese, geborene Martini (1872–1911). Manteuffel besuchte zunächst die Gymnasien in Weimar und Saalfeld, bevor er 1911 als Fahnenjunker in das Garde-Grenadier-Regiment Nr. 5 der Preußischen Armee in Spandau eintrat. Nachdem er die Kriegsschule Engers besucht hatte, wurde er am 18. August 1913 zum Leutnant befördert.

### Erster Weltkrieg
Im Ersten Weltkrieg konnte sich Manteuffel auszeichnen. In der Schlacht bei Namur vom 21. bis 24. August 1914 unternahm er einen riskanten Patrouillengang bis hinter die feindlichen Linien, für den er mit dem Eisernen Kreuz II. Klasse ausgezeichnet wurde. Am 18. Oktober 1914 führte er während des Rückzugs in der Schlacht bei Iwangorod als jüngster Offizier der 3. Garde-Division eine Kompanie. Ende November 1914 wurde er nach dem Durchbruch aus dem Kessel von Lowitsch, nahe der polnischen Stadt Brzeziny, unter Generalleutnant Karl Litzmann, für seine Tapferkeit und der guten Führung seiner Kompanie mit dem Eisernen Kreuz I. Klasse ausgezeichnet. Später erhielt Manteuffel noch das Ritterkreuz des Königlichen Hausordens von Hohenzollern.

### Zwischenkriegsjahre
Nach Kriegsende wurde Manteuffel 1920 in die Reichswehr übernommen. Zunächst als Ordonnanzoffizier beim Wehrkreiskommando III, wurde er Ende des Jahres aufgrund der Verringerung des Heeres bereits wieder entlassen. Zwei Jahre später, trat der Leutnant im 4. (Preußisches) Reiter-Regiment ein. Am 1. Dezember 1924 erfolgte die Beförderung zum Oberleutnant. 1926 wurde er in die 2. Eskadron des Regiments nach Perleberg versetzt. 1928 trat er seinen Dienst im Potsdamer Regimentsstab des Reiter-Regiments an. Es folgte am 1. April 1929 die Beförderung zum Rittmeister, gleichzeitig übernahm er als Chef die 1. Eskadron.
1935 formierte die Reichswehr zur Wehrmacht und Manteuffel erhielt eine Stelle beim Stab der Kraftfahr-Abteilung in Potsdam. Dort wurde er am 1. August 1935 zum Major, später, im selben Jahr, zum Kommandeur des Kradschützen-Bataillons 3 in Bad Freienwalde (Oder) innerhalb der 3. Panzer-Division ernannt. 1938 erfolgte die Beförderung zum Oberstleutnant.

### Zweiter Weltkrieg
Bei Ausbruch des Zweiten Weltkrieges nahm Manteuffel am Überfall auf Polen teil. Am 1. Dezember 1939 übernahm er das Kommando über das Schützen-Regiment 3 im Westfeldzug, das am 15. Oktober 1935 auf dem Truppenübungsplatz Altengrabow, im Wehrkreis XI (Hannover), aufgestellt wurde. Im Zuge dessen, wurde er 1940 zum Oberst befördert. Es erfolgten weitere Kommandos: 1942 im Schützen-Ersatz-Regiment 83 und im Jahre 1943 in der 19. Panzer-Grenadier-Brigade (bekannt als Stoßgruppe Oberst von Manteuffel), bevor er im selben Jahr mit dem Deutschen Kreuz in Gold ausgezeichnet wurde. Mit dieser Auszeichnung übernahm er bis Mai 1944 die Führung der 1. Ski-Jäger-Brigade. Zu Beginn des Kriegsjahres 1944 übernahm er die Führung der späteren 16. Panzer-Grenadier-Division, die im Juni 1943 aufgestellt wurde und aus der 16. Infanterie-Division gebildet wurde. 1944 wurde er zum Kommandeur des Verteidigungs-Bereichs Aalborg, später zum Kommandeur des Verteidigungs-Bereichs Jütland (Division Nordjütland) ernannt. Für seine Leistungen wurde er noch im selben Jahr zum Generalmajor befördert.
Manteuffel geriet im Mai 1945 in Kriegsgefangenschaft, aus der er 1947 wieder entlassen wurde.

## Familie
Manteuffel heiratete am 23. Mai 1920 in Potsdam Minna-Luise von Zelewski-Hackebeck (1895–1959). Nach dem Tod seiner ersten Ehefrau vermählte er sich am 30. Januar 1960 in Bad Salzuflen mit Edith Müller (* 1921). Beide Ehen blieben kinderlos.